# کولینا، شیلی
کولینا، شیلی (به اسپانیایی: Colina, Chile) شهری در شیلی است که در Chacabuco Province واقع شده است.

## خصوصیات
کولینا ۹۷۱٫۲ کیلومترمربع مساحت و ۷۷٬۸۱۵ نفر جمعیت دارد و ۶۲۰ متر بالاتر از سطح دریا واقع شده‌است.